# ジョアン・コーチニョ級コルベット
ジョアン・コーチニョ級コルベット（ポルトガル語: Corveta classe João Coutinho）は、ポルトガル海軍のコルベットの艦級。ジェーン海軍年鑑では、ペナント・ナンバーに準じてフリゲートとして種別している。またその後、哨戒艦に類別変更された。

## 来歴
1960年代、ポルトガルの植民地で急激に独立の機運が拡大し、植民地戦争が始まった。海軍もこれに対応して規模を拡大する必要に迫られ、装備を簡素化した小型フリゲートや哨戒艦艇、揚陸艦艇を数年で大量建造することとなった。そしてその一環として、老朽化した2等スループや砲艦の更新用としてコルベットを建造することになった。
1961年、参謀本部による最初期の計画では、アフリカでの非対称戦争を想定した800トン級のフリゲートないし哨戒艦とされていた。その後、1963年6月の海軍技術委員会の会合において要求事項が改訂され、本土防衛や北大西洋条約機構（NATO）での任務といった正規戦にも対応できるように艦型を拡大することになった。しかし正規戦にも対応できる汎用艦は必然的に高価となるため、まずは非対称戦争を前提として装備を限定した第1グループ6隻を建造したのち、正規戦にも対応できるように装備を拡充した第2グループ9隻を建造し、第1グループにも後日装備としてバックフィットすることを計画した。この第1グループとして建造されたのが本級である。
短期間のうちに多数を整備するため、建造は海外に委託されることになり、ポルトガル海軍のホジェリオ・ドオリヴェイラ設計官の基本設計に基づき、1970年から1971年にかけて、ドイツのブローム・ウント・フォス社とスペインのバサン造船所で分担されて建造された。

## 設計
上記の経緯により、本級は非対称戦争を前提として、装備を限定している。ただし後日装備による近代化が予定されていたことから、そのために35トン、また施工時の誤差や設計変更のために25トンの合計60トンのマージンが確保された。なお非対称戦争が想定されたこともあって、乗員に加えて、海兵隊34名を便乗させることができる。
主機としてはOEW ピルスティク12PC2 V280ディーゼルエンジン2基を搭載し、スクリュープロペラ2軸を駆動する方式とされた。設計上の最大速力は24.4ノットとされていたが、ネームシップは海上公試で25ノットを発揮した。
現代の通報艦という本級のコンセプトは成功を収めたものと評価され、発展型として、同国海軍はバッティスタ・デ・アンドラーデ級コルベット、またスペインもデスクビエルタ級コルベットを開発した。また、フランスも同様のコンセプトによるデスティエンヌ・ドルヴ級通報艦を開発・配備した。さらに、これらのコンセプトは第3世界諸国においても支持されることとなり、デスクビエルタ級はエジプトやモロッコ、デスティエンヌ・ドルヴ級はアルゼンチンやトルコに輸出され、またアルゼンチンはドイツ製のMEKO 140型フリゲートをエスポラ級コルベットとして配備した。

## 装備
兵装は砲熕兵器と対潜兵器に限られている。艦首甲板の50口径7.6cm連装速射砲（Mk.33 3インチ砲）はMk.63 mod.21砲射撃指揮装置、煙突直後に搭載された60口径40mm連装機銃はMk.51 mod.2射撃指揮装置による指揮を受けていた。7.6cm砲弾の搭載量は1,200発であった。
予算の制約もあって、対潜兵器は第2次世界大戦世代であり、艦橋直前にヘッジホッグMk.10対潜迫撃砲が、また艦尾にMk.6爆雷投下軌条が設置された。中部甲板にはヘリコプター甲板が設定されており、小型ヘリコプターの発着に対応できた。艦対艦ミサイルと個艦防空ミサイルの後日装備も計画されたが、財政上の理由により断念された。
1975年に植民地戦争が終結してからは、本級は主として哨戒艦艇として運用されるようになった。このためもあり、当初計画された後日装備の追加は結局行われず、1987年には逆にソナーや対潜兵器が撤去され、哨戒艦としての性格をより強めている。これにより、乗員のうち下士官兵23名を削減できた。また1990年代初頭にはMLA-1b 対空捜索レーダーもケルビン-ヒューズ社製の対水上捜索レーダーに換装されたほか、1994年にはMk.63砲射撃指揮装置も撤去され、7.6cm砲は砲側照準となった。

## 同型艦一覧
| #    | 艦名                                                 | 造船所 | 起工       | 就役       | 退役   |
| ---- | ---------------------------------------------------- | ------ | ---------- | ---------- | ------ |
| F471 | アントニオ・エネス NRP António Enes                  | バサン | 1968年4月  | 1971年6月  | 現役   |
| F475 | ジョアン・コーチニョ NRP João Coutinho               | B+V    | 1968年9月  | 1970年3月  | 2015年 |
| F476 | ジャシント・キャンディド NRP Jacinto Cândido         | B+V    | 1968年4月  | 1970年6月  | 2018年 |
| F477 | ゲネラル・ペレイラ・デッサ NRP General Pereira D'Eça | B+V    | 1968年10月 | 1970年10月 | 2015年 |
| F484 | アウグスト・デ・カスチーリョ NRP Augusto de Castilho | バサン | 1968年8月  | 1970年11月 | 2003年 |
| F485 | オノリオ・バレット NRP Honório Barreto               | バサン | 1968年7月  | 1971年4月  | 2003年 |